# Pierre Devoisins
Pierre Devoisins est un homme politique français né le 31 octobre 1725 à Lavaur (Tarn) et mort le 9 mai 1794 à Toulouse (Haute-Garonne).

## Biographie
Avocat à Lavaur, il est député du tiers état aux États généraux de 1789 pour la sénéchaussée de Toulouse. Il prête le serment du jeu de Paume et siège avec la majorité.

## Sources
- « Pierre Devoisins », dans Adolphe Robert et Gaston Cougny, Dictionnaire des parlementaires français, Edgar Bourloton, 1889-1891 [détail de l’édition]